# Liste der Bürgermeister von Diepholz
Die Liste der Bürgermeister von Diepholz, einer Stadt im Landkreis Diepholz in Niedersachsen. Bis 2005 gab es in Diepholz einen hauptamtlichen Stadtdirektor und einen ehrenamtlichen Bürgermeister, seit 2005 gibt es nur noch einen direkt gewählten hauptamtlichen Bürgermeister.

## Bürgermeister
- 1380–1381: Abeken Schowe (Schoue, Scove)
- 1392–1393: Giseke zum Ilwede
- 1465:      Giseke Schröder
- 1527:      Arndt Hilsemann
- 1535:      Bernd Hartekinck
- 1541:      Johan Harlappe
- 1542:      Berndt Schomaker
- 1544:      Dethmar Kennewech
- 1554:      Cord Fobrian
- 1562:      Cordt Grelle
- 1564:      Detmer Kennewech
- 1564–1566: Bernd Broems
- 1568:      Cord Fobrian
- (1570):    Cord Hedemann
- 1571:      Herman Hartwech
- 1572:      Berndt Broems
- 1580:      Lüdeke Ilwede
- 1588–1589: Lüdeke Schriefer (wohl ident. m. Vorgänger)
- 1591:      Rodolff Schomaker
- 1594:      Gerd Leneker(ing)
- 1594:      Friedrich von Bordesloh
- 1597:      Cord Hilmerding
- 1598–1599: Johann Grelle
- 1599:      Johann Kenneweg
- um 1600:   Jacob Köhne
- 1601:      Johann Kenneweg
- 1604:      Kurt Kenneweg
- 1606:      Rudolf Schomaker
- 1607       Gerdt Lenkering
- 1610:      Johann Grelle
- 1616/1617: Tönnies Kramer
- 1618:      Johann Dudde
- 1618:      Friedrich von Bordeslohe
- 1618–1620: Johann Dudde
- 1620–1621: Friedrich von Bordeslohe
- 1622–1623: Johann Dudde
- 1623:      ... Woldecke (unsicher)
- März 1623: Tönnies Kramer
- um 1626:   Friedrich von Bordeslohe
- 1629:      Gerd Ellinghausen alias Schomacher
- 1630:      Tönnies Kramer
- 1632/1633: Friedrich von Bordeslohe
- 1638:      Johann Meyering
- 1642:      Conrad Dudde
- 1643, 1646: Friedrich Tuffelmacher
- 1646:      Tönnies Kramer
- 1648–1653: Bernd Griepenkerl
- 2. Mai 1654: Friedrich von Bordeslohe
- 1655–1659: Rudolf Ellinghausen
- 1660/1661: Bernd Griepenkerl
- 1661/1662: Rudolf Ellinghausen
- 1662/1663: Thomas Felß
- 29. Februar 1664: Heinrich Cramer
- 1665:      Thomas Felß
- 2. September 1666: Rudolf Ellinghausen
- 1669:      Johann Koop
- 1671:      Johann Heinrich Schütte
- (vor 1673): Bernd von Stehge
- 1673–1678: Johann Bockhorst
- 1678–1680: Johann Heinrich Schütte
- 1681–1684: Johann Dam Bockhorst
- 1684–1689: Herbert Heinrich Bödeker
- 1689–1691: Johann Dahm Bockhorst
- 1691–1695: Tönnies Dieckmann
- 1695–1696: Johann Dahm Bockhorst
- 1696–1697: Johann Griepenkerl
- 1697–1700: Christopher Müller (der Ältere)
- 1700–1701: Tönnies Dieckmann
- 1701–1705: Andreas Gerhard Schlacke
- 1705–1709: Jacob Köhne
- 1709–1710: Friedrich Schütte
- 1710–1712: Johann Philipp Diestelhorst
- 1712–1715: Jacob Köhne
- 1715–1745: Christopher Müller (der Jüngere)
- 1745–1760: Bernd Meyering
- 1760–1766: Friedrich Wilhelm Diestelhorst
- 1767–1777: Hermann Albers
- 1778–1803: Erdwin Carl Ocker
- 1788–1803: Heinrich Ludolf Albers
- 1803–1806: Jakob David Köhne
- 1806–1808: Friedrich Wilhelm Müller
- 1809–1811: Johann Heinrich Paul Ocker
- 1811–1851: Georg Friedrich Storkmann
- 1851–1854: Julius Adolf Brinkmann
- 1854–1894: Johann Friedrich Zwickert
- 1894–1895: Friedrich Georg Klatte
- 1895–1898: Christian Friedrich Müller
- 1898–1910: Wilhelm Stüven
- 1910–1946: Emil August Gustav Brüning
- 1946–1961: Willi Samenfeld
- 1961–1979: Bernhard Langhorst (FDP)
- 1979–1981: Bernhard Wehring (SPD)
- 1981–1995: Oskar Bödeker (CDU)
- 1995–1999: Hans-Werner Schwarz (FDP)
- 1999–2003: Klaus-Peter Sander (SPD)
- 2003–2005: Hans-Werner Schwarz (FDP)
- 2005–31. März 2018: Thomas Schulze (FDP) - erster hauptamtlicher Bürgermeister -
- seit 14. Juni 2018: Florian Marré (parteilos)

## Stadtdirektoren (bis 2005)
- 1946–1950: Emil August Gustav Brüning
- 1950–1959: Udo Veltkamp
- 1959–1987: Wolfgang Hintze
- 1987–2005: Herbert Heidemann (SPD)